# 白河藩
白河藩（日语：／ Shirakawa han */?）是日本陸奧國（磐城國）白河郡白河的一個藩。藩廳是白河城（今福島縣白河市）。

## 歷史
安土桃山時代是上杉氏會津領地之一。江戶時代初期是會津藩的領地。1627年正式立藩，藩主是棚倉藩主丹羽長重，石高10萬石。1643年第二代藩主光重被移封至二本松藩。此後，譜代及親藩大名之間更換頻繁。先後有榊原氏、本多氏、松平氏，最後是阿部氏。當中以老中松平定信最為有名，曾推行改革。1866年一度廢藩，1868年最後一任藩主阿部正靜被明治政治移封至棚倉藩，白河藩成為了天領。1869年成為了白河縣。經合併後成為二本松縣後成為了福島縣一部份。

## 藩主

### 丹羽家
外樣　10万石　（1627年～1643年）
1. 長重
2. 光重

### 松平榊原家
譜代　14万石　（1643年～1649年）
1. 忠次

### 本多家
譜代　12万石　（1649年～1681年）　　
1. 忠義
2. 忠平

### 奧平松平家
親藩　15万石　（1681年～1692年）
1. 忠弘

### 越前松平家
親藩　15万石　（1692年～1741年）
1. 直矩
2. 基知
3. 義知

### 久平家
親藩　11万石　（1741年～1823年）
1. 定賢
2. 定邦
3. 定信
4. 定永

### 阿部家
譜代　10万石　（1823年～1866年、1868年）
1. 正權
2. 正篤
3. 正瞭
4. 正備
5. 正定
6. 正耆
7. 正外
8. 正靜

### 天領
（1866年～1868年、1868～1871年）
- 1869至1871年是白河縣